# ツナゲキズナ
「ツナゲキズナ」は、THE RAMPAGE from EXILE TRIBEの17枚目のシングル。2022年10月19日にrhythm zoneから発売。

## 概要
- シングル3ヶ月連続リリースの第2弾[3]。
- 日本レコード協会からゴールド認定された。7枚目のシングル「THROW YA FIST」以来10作ぶり3作目。

## メディアでの使用
ツナゲキズナ
- TBS系『2022年バレーボール女子世界選手権』公式テーマソング

## 収録曲

### CD
1. ツナゲキズナ [3:24]
作詞：FAST LANE、作曲：FAST LANE・CHRIS HOPE
2. STRAIGHT UP [3:10]
作詞：AMBASS・川村壱馬、作曲：SKY BEATZ
3. ツナゲキズナ (Instrumental)
4. STRAIGHT UP (Instrumental)

### DVD
1. ツナゲキズナ (MUSIC VIDEO)
2. ツナゲキズナ (MUSIC VIDEO MAKING MOVIE)

### CD ONLY
1. ツナゲキズナ
2. STRAIGHT UP
3. RAY OF LIGHT Remix
4. ツナゲキズナ (Instrumental)
5. STRAIGHT UP (Instrumental)
6. RAY OF LIGHT Remix (Instrumental)